# Polsko-Amerykański Fundusz Przedsiębiorczości
Polsko-Amerykański Fundusz Przedsiębiorczości – fundusz inwestycyjny, powołany przez rząd Stanów Zjednoczonych (USG) w celu promowania wolnej przedsiębiorczości w Polsce w latach 90. XX wieku, utworzony na mocy ustawy „O popieraniu demokracji w Europie Wschodniej” (SEED ACT), uchwalonej w 1989 roku przez Kongres USA.

## Historia
Fundusz został po raz pierwszy zasugerowany przez prezydenta George’a H.W. Busha w kwietniu 1989 r., założony w 1990 roku, kiedy rząd Stanów Zjednoczonych dokonał początkowej inwestycji w wysokości 240 milionów dolarów.
Fundusz był zarządzany przez Roberta G. Farisa, a zarządowi przewodniczył John P. Birkelund. Członkami zarządu byli między innymi doradca ds. bezpieczeństwa narodowego Zbigniew Brzeziński, prezes GM John F. Smith Jr. oraz prezes AFL-CIO Lane Kirkland.
Była sekretarz stanu USA Condoleezza Rice w swojej książce z 2017 roku „Demokracja: historie z długiej drogi do wolności” pisze, że fundusz był „jednym z najbardziej udanych przedsięwzięć” promujących wolną przedsiębiorczość w polskiej gospodarce po upadku komunizmu, nawet chociaż był „w rzeczywistości dość mały w absolutnych dolarach”.
Aktywami Funduszu zarządza Enterprise Investors, najstarsza i jedna z największych w Polsce i Europie Środkowo-Wschodniej firm private equity i venture capital.
W okresie 2000–2001 część kapitału początkowego Funduszu, w wysokości 120 mln USD, pochodzących z zamkniętych inwestycji, została zwrócona do budżetu USA, natomiast pozostałe środki są stopniowo przekazywane do „kapitału żelaznego” Polsko-Amerykańskiej Fundacji Wolności – obecnie jednej z największych organizacji non-profit w Europie Środkowo-Wschodniej.